# 時雨
時雨（しぐれ、じう）は、主に秋から冬にかけて起こる、一時的に降ったり止んだりする雨である。
時雨が降る天候に変わることを時雨れる（しぐれる）ともいう。

## 概要
晩秋から冬の間の北西季節風下、日本海上で発生した対流雲が次々と日本海沿岸に達すると時雨があり、雲が去るとまた晴れる。北陸地方や山陰地方を始めとした日本海側のこの時期の典型的な天気。また日本海岸気候と太平洋側気候の境界域、たとえば京都盆地、長野県、岐阜県、福島県などでも風とともに時雨がやってくる。
気象学者の平野烈介によると、時雨は以下のような特徴をもつ。
- 晩秋から初冬にかけて多い。
- 日本の各地にみられる。
- 朝、昼、夕といった特別の時刻はない。
- 細雨ではないが、だからといって雨量は多くない。やや強い雨を伴い、雲足は速い。
- 広い地域に一様に降るのではなく、密集した雲の団塊から降る。
- 気温は低めである。

## 方言
時雨を意味する方言には次のような例がある。
- しまけ - 兵庫県加古郡
- そばえ（戯）- 島根県石見地方
- はこびあめ（運び雨）- 宮城県仙台市ほか

逆に一部の地域では、別の気象現象を時雨と呼ぶ例がある。
- 雷 - 常陸地方
- 霙 - しぶれ。大分県速見郡
- 夕立 - 上総地方

関東では、季節を問わず時雨のような一時的な雨のことを「通り雨」と呼ぶことがある。また時雨が低温のときに変わる雪や風花を「雪時雨」と呼ぶ地方がある。

## 文化
和歌や文学では涙や悲しみ、侘しさの比喩として用いられる。時雨に「しぐれ」の読みが充てられるようになったのは平安時代ごろ。かつては秋にも詠まれたが、現代俳句では冬の季語。
「時雨」は漢語としては元来、「ほどよいときに降る雨」を意味し、転じて教化を比喩する。

### 派生語
和菓子の時雨は、もち粉もしくは米粉とこし餡を混ぜ、そぼろにして蒸した棹菓子の関西での呼称。なかでも大阪府泉州地域の銘菓とされ、村雨とも呼ばれる。鹿児島県や関東で高麗と呼ばれる和菓子に似ている。
- 「時雨」は大阪府岸和田市の和菓子店「竹利商店」の登録商標（登録番号第77725号）であるため、他店は「◯◯しぐれ」といった商品名になっている。
- 「村雨」は大阪府貝塚市の和菓子店「塩五」の登録商標（登録番号第1532586号）であるため[注 1]、他店は「◯◯むらさめ」といった商品名になっている。

時雨煮（時雨蛤）はハマグリの身などに生姜を加えた佃煮。